# Lamborghini Jarama

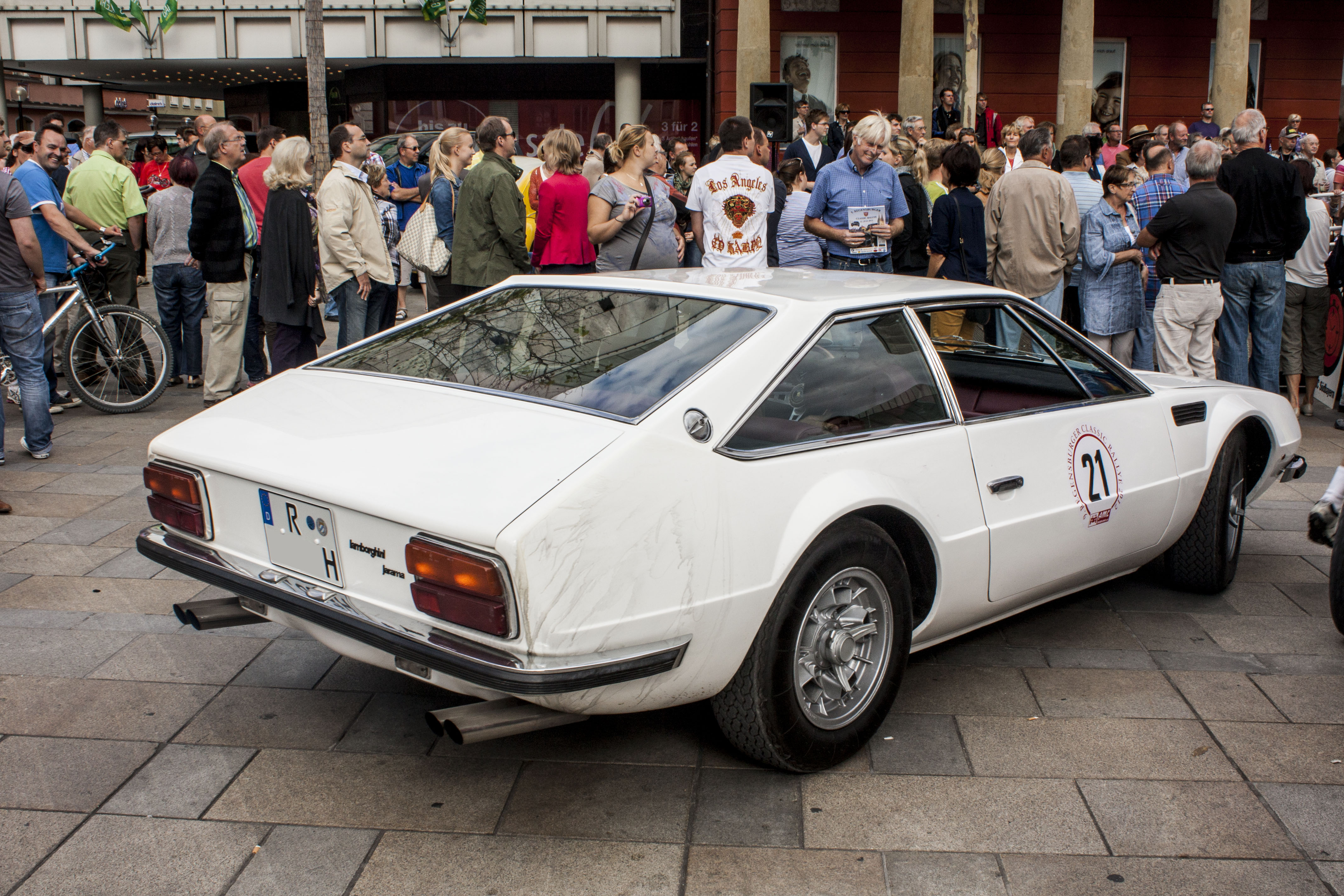
Vista posterior de un Jarama.

El Lamborghini Jarama es un cupé deportivo que fue construido por el fabricante italiano Lamborghini entre 1970 y 1976. Se tiene la creencia que el nombre proviene del circuito de carreras de Jarama, localizado cerca de Madrid, España (que es a su vez el nombre del río Jarama).

## Diseño
El Jarama fue diseñado por el diseñador Marcello Gandini de Bertone, y fue presentado en el Salón del Automóvil de Ginebra de 1970. En ese año, Lamborghini había rediseñado el Islero para cumplir con los nuevos reglamentos de seguridad y emisiones de Estados Unidos. El nuevo automóvil fue construido sobre una versión acortada de la misma plataforma, al igual que el Espada. Algunos de los detalles que destacaban en el diseño del Jarama eran sus faros ocultos parcialmente bajo unos párpados y los grandes pasaruedas en los laterales.

## Versiones
Dos versiones diferentes fueron fabricadas: el Jarama (también denominado Jarama 400 GT), producido entre 1970 y 1972, teniendo esta versión un motor V12 con disposición a 60°, cilindrada de 3,9 litros y una potencia de 350 CV (260 kW); y el Jarama S (también denominado Jarama 400 GTS), producido entre 1972 y 1976, que tenía el mismo motor pero produciendo 365 CV (272 kW) de potencia. Además, con el Jarama S hubo un rediseño del interior y unas pocas modificaciones menores en la carrocería y en la dirección asistida, con paneles de techo desmontables, y una transmisión automática disponible como opción (a partir de 1974). El fundador de Lamborghini, Ferruccio Lamborghini, tuvo un Jarama S para su uso personal, que es expuesto en el museo oficial de Lamborghini. Entre 1970 y 1976, se fabricaron 327 unidades en total. Fueron producidas 177 unidades del Jarama y 150 unidades del Jarama S.

## Especificaciones
| Ficha técnica          | Lamborghini Jarama |
| Motor                  | 12 cilindros en V DOHC a 60°, 2 válvulas por cilindro. |
| Cilindrada             | 3929 centímetros cúbicos. |
| Diámetro y carrera     | 82 × 62 mm. |
| Alimentación           | Bomba de inyección Electric Bendix, 6 carburadores Weber 40 DCOE 20-21. |
| Relación de compresión | 10.7:1. |
| Potencia máxima        | Jarama: 350 CV a 7500 rpm. Jarama S: 365 CV a 7500 rpm. |
| Par máximo             | Jarama: 394 Nm a 5500 rpm. Jarama S: 407 Nm a 5500 rpm. |
| Caja de cambios        | Jarama: manual de 5 velocidades. Jarama S: manual de 5 velocidades, u opcionalmente una automática Chrysler TorqueFlite de 3 velocidades. |
| Suspensión             | Independiente en todas las ruedas. |
| Frenos                 | Frenos de disco ventilados, con discos de 300 mm los frontales y de 279 mm los traseros. |
| Ruedas                 | Llantas (Jarama y Jarama S): Campagnolo de 7 x 15" las delanteras y las traseras. Neumáticos (Jarama): Cinturato Pirelli o Michelin 215 GR70 VR 15 (frontales y traseros). Neumáticos (Jarama S): Michelin 215 GR 70 VR 15, Pirelli 215 70 VR 15 o Cinturato HS CN 12 (frontales y traseros). |
| Tanque                 | 100 litros. |
| Velocidad máxima       | Jarama: 245 km/h (152 mph). Jarama S: 260 km/h (162 mph). |
| Aceleración            | 0 a 100 km/h en 6,8 segundos. |
| Valor actual           | Jarama: 15.600 $ - 24.100 $. Jarama S: 15.800 $ - 27.000 $. |